# Vinkzicht
Vinkzicht is een woon-/winkelcomplex aan de Kinkerstraat 56-74, Da Costakade 166-170 in Amsterdam Oud-West. 
De panden aan de Kinkerstraat en Da Costagracht zijn ontworpen door architect J.S. Driessen. De bouwstijl wordt omschreven Hollandse neo-renaissance met kenmerken van traditioneel bouwen. Vooral de wisselingen in gevels is opmerkelijk; er zijn zowel tuit-, als hals- als trapgevels te zien. Het huidige Vinkzicht (21e eeuw), dat overigens ook gebouwd werd door Driessen, is slechts een gedeelte van het door hem neergezette complex. Het ontwerp was oorspronkelijk voor Kinkerstraat 56-82, Da Costakade 166-170 en Bilderijkstraat 67-71. De plattegrond zou dateren van eind 1890. Met name in de jaren zestig en zeventig verkrotte dit deel van de stad met kleine woningen uit de revolutiebouw en werd er op grote schaal gesaneerd. Verderop in de Kinkerstraat (hogere huisnummers) gingen tal van goedkope woningen en-bloc tegen de vlakte, iets wat men hier niet meer wilde. Het deel aan de kruising Kinkerstraat en Bilderdijkstraat werd echter wel al gesloopt en vervangen door dure nieuwbouw, maar de crisis eind jaren zeventig zorgde ervoor dat er lange tijd leegstand was. De nieuwbouw werd gekraakt door een actieve krakersgroep, die ook actief was rond het Kroningsoproer, er vond hier een veldslag plaats tussen Autonomen en Mobiele Eenheid. Het deel dat was blijven staan verloederde langzaam verder totdat de sanering ook dit deel van de Kinkerstraat (lage huisnummers) bereikte. In verband met herwaardering van de genoemde bouwstijl (en het op grote schaal gesloopt zijn van gebouwen in die stijl) werd het complex in 2008 uitgeroepen tot gemeentelijk monument (nummer 200608), terwijl de grootscheepse renovatie nog moest beginnen (circa 2012).
Opvallend daarbij is dat de overkant van de Kinkerstraat ook een gemeentelijk monument is, terwijl er in de rest van de toch relatief lange Kinkerstraat noch een rijks- noch gemeentelijk monument te vinden is. Aansluitend op de gebouwen staat in de Bilderdijkstraat doorlopend tot de Da Costakade het Tetterodecomplex, een rijksmonument. Voor de deur ligt brug 183 van bruggenarchitect Piet Kramer. 